# Domenico Merlini
Domenico Martino Merlini (Castello Valsolda, 22 febbraio 1730 – Varsavia, 20 febbraio 1797) è stato un architetto italiano, attivo principalmente in Polonia nella seconda metà del '700.

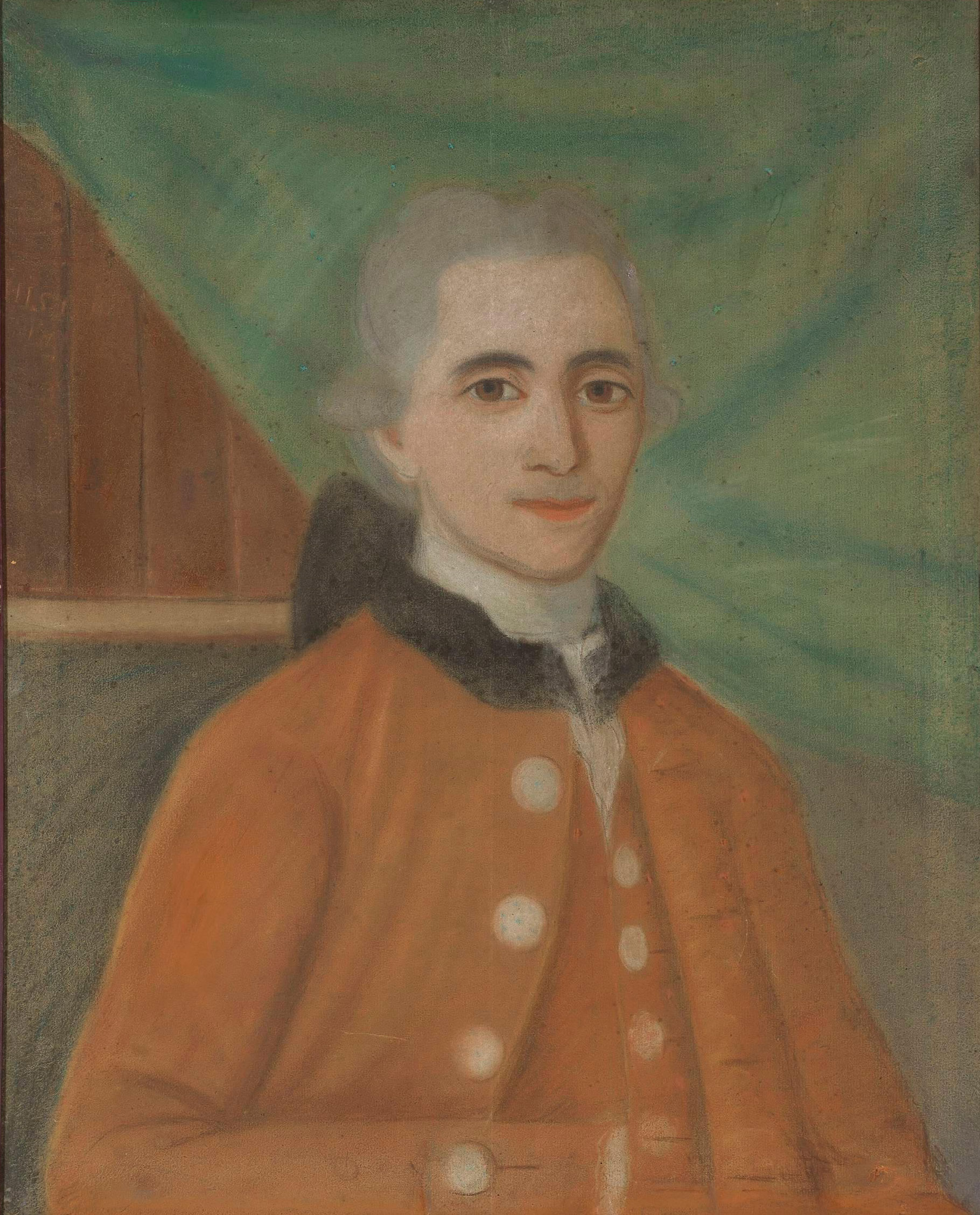
Domenico Merlini

Merlini, trasferitosi in Polonia nel 1750, lavorò per molti anni costruendo numerosi
edifici pubblici e privati a Varsavia ed in altre città polacche, facendosi notare anche a
corte. Nel 1768 venne nobilitato e nel 1773 venne nominato Regio Architetto.
La sua opera più famosa è il Parco Łazienki, nella capitale. Il suo stile, tipico dell'immagine di Varsavia nell'era di Stanislao Augusto Poniatowski, si adattò alla perfezione a quello che fu chiamato classicismo polacco.
I lavori di Merlini, che collaborò spesso con Jan Chrystian Kamsetzer, sono manifestamente influenzati da Palladio e contengono abitualmente alcuni elementi tardo-barocchi, come l'abbondante uso di oro.

## Opere
- Restauro del Castello di Ujazdów a Varsavia (1766 - 1771)
- Restauro della biblioteca del Castello Reale di Varsavia (1776 - 1786
- Cappella del Castello Reale di Varsavia (1776)
- Parco Łazienki e del "Palazzo sull'acqua" (Palazzo Łazienki)
- Palazzo ad Opole Lubelskie
- Palazzo Jabłonowskich a Varsavia (1773-1785)
- Palazzo a Jabłonna (1775 - 1779)
- Palazzo Królikarnia a Varsavia (1782 - 1786)
- Ricostruzione del Palazzo Krasiński a Varsavia (1783)
- Restauro del Palazzo Brühl a Varsavia
- Chiesa Greco-Cattolica di Varsavia